# RCTV
RCTV ist ein Privatfernsehsender aus Caracas, Venezuela, der sein Programm wegen des Verlusts der Sendelizenz für seine terrestrischen Frequenzen nur noch über Kabel, Satellit und Internet verbreiten kann. RCTV ist ein Akronym von Radio Caracas TeleVisión.

## Geschichte
RCTV wurde vom britisch-venezolanischen Unternehmer William H. Phelps am 15. November 1953 gegründet. RCTV ist der älteste Fernsehsender in Venezuela. Am 21. Juli 1969 übertrugen RCTV und Televisora Nacional für Venezuela die erste Mondlandung eines Menschen. Bekannt ist der Sender vor allem für seine Telenovelas wie z. B. La Madamme. 1970 war RCTV der erste venezolanische Fernsehsender, der eine Fußball-Weltmeisterschaft übertrug. RCTV begann Farbübertragungen 1980. 1981 wurde RCTV von der Regierung wegen zu vieler „sensationsjournalistischen Übertreibungen“ und Falschnachrichten von der christdemokratischen Regierung für 36 Stunden vorübergehend geschlossen. 1982 gründete RCTV das Unternehmen Coral International, um auch international seine Sendungen zu vermarkten.
RCTV gehört zur Unternehmensgruppe 1BC.
Nachdem die im Mai 2007 abgelaufene Sendelizenz im terrestrischen VHF-Band nicht verlängert worden war, war RCTV für 50 Tage auch über Kabel und Satellit nicht zu empfangen und benutzte stattdessen YouTube als Plattform zur Ausstrahlung von Nachrichtensendungen. Außerdem wurden Teile des Programms bei anderen Sendern, wie z. B. Globovisión gezeigt.
Am 16. Juli 2007 nahm RCTV die Ausstrahlung seines regulären Programms als Bezahlfernsehen über Kabel und Satellit unter dem neuen Namen RCTV Internacional wieder auf.
Am 24. Januar 2010 wurde auf Anordnung der venezolanischen Regierung die Ausstrahlung von RCTV über venezolanische Kabel-TV-Provider vorläufig gestoppt, weil sich RCTV weigerte, sich an geltende Gesetze für nationale Sendeanstalten zu halten. Da RCTV International 94 % seiner Sendeinhalte aus nationaler Produktion bestreite, müsse der Sender sich auch an nationale Gesetze halten. Als Reaktion kündigte die Unternehmensgruppe 1BC am 22. Februar 2010 an, einen Sender RCTV Mundo gründen zu wollen, mit 70 % Sendeinhalten aus internationaler Produktion, und den Sender RCTV International unter Einhaltung nationaler Gesetze fortführen zu wollen. Beide Sender sollen in Venezuela verfügbar sein.

## Politische Probleme

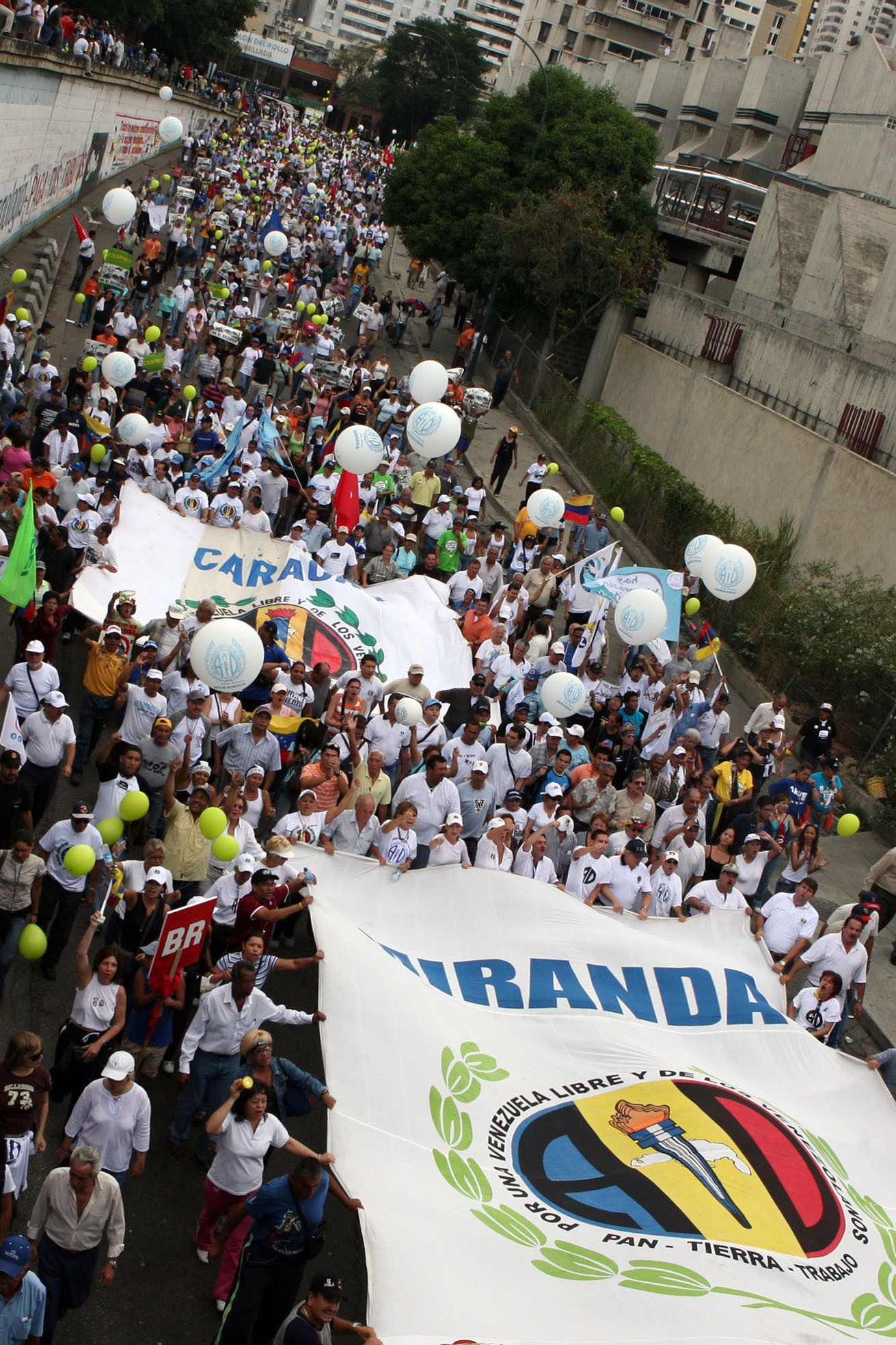
Protestmarsch gegen die Nichtverlängerung der Lizenz des Senders

RCTV hatte eine gegnerische politische Haltung zur Regierung von Hugo Chávez. Von Regierungsseite wurde dem Sender vorgeworfen, sowohl den gescheiterten Militärputschversuch vom 11. April 2002 als auch einen gescheiterten Generalstreik der Chávez-Gegner gefördert zu haben.
Weiterhin wurde dem Sender vorgeworfen, die Pressekonferenz des Generalinspekteurs der Armee, Luis Rincon, übertragen zu haben, in der dieser erklärte, Chavez habe seinen Rücktritt akzeptiert. Nach Angaben von Andrés Izarra, damals Mitarbeiter von RCTV, wurde der Nachrichtenredaktion unter anderem verboten, über Demonstrationen gegen den Militärputsch zu berichten. Als die Putschregierung unter dem öffentlichen Druck zusammenbrach, liefen auf dem Sender statt Nachrichten ausschließlich Zeichentrickfilme und Serien. Daraufhin verließ Izarra RCTV und wurde Minister für Kommunikation und Information, später dann Chef von teleSUR. Dem Dokumentarfilm X-ray of a Lie zufolge war es den Nachrichtenredaktionen generell nicht möglich, Nachrichten zu produzieren, da die Studios von wütenden Chavistas angegriffen wurden und es eine Gefahr für die physische Unversehrtheit der Reporter gewesen wäre, zu dieser Zeit auf die Straße zu gehen.
Am 28. Dezember 2006 verkündete Hugo Chávez, die Sendeerlaubnis für den Sender im terrestrischen VHF-Band, die im Mai 2007 ablief, nicht zu verlängern. Laut Umfragen des Meinungsforschungsinstituts Datanalisis – ein Unternehmer, der normalerweise Umfrage im Auftrag der oppositionellen Parteien führt – im Vorfeld der Änderung waren über 70 % der Bevölkerung gegen das Auslaufenlassen der Sendeerlaubnis. Es kam einerseits zu Kundgebungen, die von der Regierung organisiert waren und die Maßnahmen begrüßten, aber auch zu massenhaften Protesten, an denen sich besonders Studenten beteiligten. Während des Marsches am 28. Mai zum Sitz der staatlichen Medienkommission kam es zu Ausschreitungen.
An Stelle von RCTV nahm ohne Neuausschreibung der Sendefrequenz am 28. Mai 2007 der öffentlich-rechtliche Sender TVes den Sendebetrieb auf. Um einen reibungslosen Übergang zu gewährleisten, musste RCTV kraft Beschluss des mehrheitlich mit von chávez-freundlichen Richtern besetzten Obersten Gerichtshofes Venezuelas, gestützt auf zwei Resolutionen aus dem Jahre 1969 und 1973, nach denen die von RCTV auf öffentlichem Grund errichteten Gebäude und Bauwerke, einschließlich der Sendeantennen, alleiniges Eigentum des Staates sind, dem neuen Sender vorübergehend die Sendeausrüstung überlassen. Auch der Sendeplatz von RCTV auf dem Satellitenkanal 104 von DirecTV wurde durch TVes ersetzt.
Am 16. Juli 2007 nahm RCTV seinen Rund-um-die Uhr-Betrieb über Kabel und Satellit wieder auf. Der Minister für Telekommunikation Jesse Chacón stellte fest, dass dies die Version widerlege, der Sender sei von der Regierung geschlossen worden und wies darauf hin, dass die Ausstrahlung via Kabel schon ab dem 28. Mai möglich gewesen sei.
Jedoch weigert sich RCTV bisher, sich wie von der Regierung gefordert bei der nationalen Telekommunikationsbehörde Conatel als nationalen Sender registrieren zu lassen, um nicht an den so genannten Cadenas (Ketten) teilnehmen zu müssen, bei denen alle nationalen Radio- und TV-Stationen des Landes zur gleichen Zeit Proklamationen der Regierung ausstrahlen. Conatel hatte RCTV eine Frist bis zum 2. August 2007 für die Registrierung gesetzt, wogegen sich der Sender und der venezolanische Verband kostenpflichtiger Fernsehsender erfolgreich gerichtlich zur Wehr setzten. Der Oberste Gerichtshof Venezuelas urteilte gegen die sofortige Schließung des Senders auf Grund von „mangelnden rechtlichen Definitionen, welcher Sender national oder international ist“. RCTV-Chef Granier sprach jedoch von einem Manöver der Regierung, „um noch einen rechtlichen Vorwand zur endgültigen Schließung zu schaffen“.
Über Kabel- oder Satelliten-TV werden Schätzungen zufolge nur noch 35 % der venezolanischen Bevölkerung erreicht, da dies mit Kosten von umgerechnet ca. 10 € monatlich für viele Familien nicht bezahlbar ist. Die terrestrische Ausstrahlung hatte dagegen eine Reichweite von 98 % der Bevölkerung.

## Sonstiges
- Die Quizsendung, ¿Quién Quiere Ser Millonario?  (Wer möchte Millionär sein?) ist ein Franchising der britischen Quizshow  Who Wants to Be a Millionaire?. Eladio Lárez, der Präsident von RCTV, ist der Quizmaster des Programms. ¿Quién Quiere Ser Millonario? war eines der beliebtesten Programme Venezuelas und wurde einmal wöchentlich ausgestrahlt.
- Das humoristische Programm Radio Rochela (1958-) ist laut Guinness-Buch der Rekorde das älteste Fernsehprogramm der Welt. Das einstündige Programm lief einmal wöchentlich.
- Marcel Granier, einer der Eigentümer des RCTVs, war der Moderator des Interviewprogramms Primer Plano. Jeden Sonntag lud Granier eine politische Person ins Programm ein und sprach mit ihr über venezolanische politische Themen.
- Ein Löwe ist das offizielle Maskottchen von RCTV.
- 2006 wurde RCTV verklagt wegen der Ausstrahlung von Telefonsex-Werbung mit Bildern von „hohem sexuellen Inhalt“ während seines Spätprogramms. Das Oberste Gericht untersagt dem Kanal solche Darstellungen.[19]